# Antoinette IV
Die Antoinette IV war ein französischer Eindecker von 1908.

## Beschreibung
Léon Levavasseur, der Gründer der Société Antoinette, konstruierte die Antoinette IV als erste eigenständige Entwicklung. Der Rumpf hatte einen dreieckigen Querschnitt. Die Rumpfstruktur bestand aus Eschen- und Fichtenholz und war im vorderen Bereich mit Holz beplankt und im hinteren Bereich mit gummiertem Leinenstoff bespannt. Die Tragflächen waren trapezförmig und wiesen eine leichte V-Stellung auf.
Die Längsachsensteuerung war eine eingeschränkte Querruder-Steuerung, wobei nur jeweils ein Querruder nach unten ausgelenkt werden konnte, so dass sich diese Tragfläche hob. Das andere Querruder, des sich abwärts bewegenden Flügels blieb ohne Auslenkung. Am Heck befand sich ein Kreuzleitwerk.

## Verwendung
Die Maschine machte am 9. Oktober 1908 auf dem Flugplatz Issy-les-Moulineaux ihren Erstflug. Ein Exemplar wurde auf dem Aero Salon in Paris ausgestellt. Es folgten weitere Probeflüge in Issy mit dem Piloten M. Welferinger. Am 23. Dezember 1908 überflog er den Platz mehrmals in einer Höhe von acht Metern. Bei einem Flug im geschlossenen Kreis erreichte er am 26. Dezember 1908 eine Geschwindigkeit von 75 km/h.
Am 19. Juli 1909 versuchte Hubert Latham zum ersten Mal mit einer Antoinette den Ärmelkanal zu überfliegen. Aufgrund eines Motorschadens musste er auf dem Wasser notlanden. Da das Flugzeug schwamm, konnten Pilot und Maschine vom französischen Zerstörer Harpon geborgen werden.

## Technische Daten
| Kenngröße       | Antoinette IV                                                            |
| --------------- | ------------------------------------------------------------------------ |
| Besatzung       | 1                                                                        |
| Länge           | 11,46 m                                                                  |
| Spannweite      | 12,80 m                                                                  |
| Höhe            | 2,99 m                                                                   |
| Flügelfläche    | 50 m²                                                                    |
| Startmasse      | 590 kg                                                                   |
| Antrieb         | ein wassergekühlter Achtzylinder-V-Motor Antoinette 8V mit 36 kW (50 PS) |
| Geschwindigkeit | 70 km/h                                                                  |